# Ma’arrat al-Artik
Ma’arrat al-Artik (arab. معارة الأرتيق) – miejscowość w Syrii, w muhafazie Aleppo. W 2004 roku liczyła 5723 mieszkańców.